# Вінницька дитяча художня школа
Вінницька дитяча художня школа — позашкільний художній навчальний заклад в м. Вінниця. Програма розрахована на отримання учнями початкової художньої освіти, проводиться протягом 5 років, складається із дисциплін: рисунок, живопис, композиція, історія мистецтв, декоративно-прикладне мистецтво, комп'ютерна графіка. У рамках дисциплін вивчаються різні техніки виконання робіт. У межах міста влітку проводяться екскурсійно-пленерні заняття.

## Будівля
Будівля, в якій нині розміщується школа побудована у стилі модерн, спершу була зведена як особняк на початку XX ст. для капітана Длуголенського вінницьким архітектором Артиновим. Під час радянсько-української війни в будівлі знаходився штаб командування В. Примакова (командир червоного козацтва). До теперішнього часу будівля школи залишається однією з найяскравіших архітектурних прикрас міста, знайшла своє відображення на старовинних поштових листівках та буклетах.

## Історія
Школа заснована 1960 році, є однією із найстаріших мистецьких шкіл Поділля. У теперішньому будинку школа розміщена з 1966 року Колишні директори школи — художник-графік Яків Остапов, Юрій Рожньов, Стребков Петро Костянтинович.

## Теперішній час
Контингент школи складає 220 учнів. Навчально-виховну роботу у школі здійснюють 12 викладачів, серед яких 95 % мають вищу освіту. На відділі образотворчого мистецтва учні вивчають основи історії образотворчого мистецтва, живопису, рисунка, композиції скульптури та комп'ютерного дизайну. При школі, крім денного відділення, діють підготовча група та вечірня художня студія.

## Випускники
Школа має понад 1900 випускників, серед яких є відомі художники — викладачі вищої школи мистецтв, члени Національної спілки художників України. Школа організовує персональні виставки своїх учнів, випускників та викладачів, бере участь у художніх конкурсах і проектах на міжнародному, всеукраїнському, обласному рівнях.